# Sigrid Mutscheller
Sigrid Mutscheller née Lang le 12 février 1976 à Hauzenberg, est une triathlète allemande, sept fois championne d'Europe et six fois championne du monde de triathlon d'hiver.

## Biographie
Sigrid Mutscheller est professeur des lycées ou elle enseigne le sport et l'allemand.
De 1993 à 1996, elle est membre de l'équipe nationale junior de ski de fond (équipe C). Puis elle est jusqu'en 1997 membre de l'équipe nationale féminine de cette spécialité. Elle fait partie également depuis 1998 de l'équipe nationale de triathlon d'hiver. Elle remporte de multiples succès internationaux dans cette spécialité. Elle pratique aussi le cross triathlon et le duathlon. 
En ski de fond, elle gagne en 2010; 2011, 2013 et 2015 à Koasalauf le 50 km en style libre.

## Palmarès
Le tableau présente les résultats les plus significatifs (podium) obtenus sur le circuit international de triathlon depuis 1998.
| Année | Compétition                               | Pays          | Position           | Temps           |
| ----- | ----------------------------------------- | ------------- | ------------------ | --------------- |
| 2008  | Championnat du monde de triathlon d'hiver | Allemagne     | Médaille d'or      | 1 h 51 min 4 s  |
| 2008  | Championnat d'Europe de triathlon d'hiver | Autriche      | Médaille d'or      | 1 h 34 min 29 s |
| 2007  | Championnat du monde de triathlon d'hiver | Italie        | Médaille d'or      | 1 h 53 min 24 s |
| 2007  | Championnat d'Europe de triathlon d'hiver | Liechtenstein | Médaille d'or      | 1 h 30 min 10 s |
| 2006  | Championnat du monde de triathlon d'hiver | Norvège       | Médaille d'or      | 1 h 41 min 24 s |
| 2006  | Championnat d'Europe de triathlon d'hiver | Italie        | Médaille d'or      | 1 h 39 min 9 s  |
| 2005  | Championnat du monde de triathlon d'hiver | Slovénie      | Médaille d'or      | 1 h 18 min 15 s |
| 2005  | Championnat d'Europe de triathlon d'hiver | Allemagne     | Médaille d'or      | 1 h 40 min 20 s |
| 2004  | Championnat du monde de triathlon d'hiver | Suisse        | Médaille d'or      | 1 h 18 min 11 s |
| 2004  | Championnat d'Europe de triathlon d'hiver | Suisse        | Médaille d'or      | 1 h 24 min 44 s |
| 2003  | Championnat du monde de triathlon d'hiver | Allemagne     | Médaille d'argent  | 1 h 33 min 5 s  |
| 2003  | Championnat d'Europe de triathlon d'hiver | Slovénie      | Médaille d'argent  | 1 h 38 min 45 s |
| 2002  | Championnat du monde de triathlon d'hiver | Italie        | Médaille d'argent  | 1 h 47 min 49 s |
| 2002  | Championnat d'Europe de triathlon d'hiver | Autriche      | Médaille d'or      | 2 h 5 min 31 s  |
| 2001  | Championnat du monde de triathlon d'hiver | Suisse        | Médaille d'or      | 1 h 43 min 31 s |
| 2001  | Championnat d'Europe de triathlon d'hiver | Autriche      | Médaille d'argent  | 1 h 44 min 26 s |
| 2000  | Championnat du monde de triathlon d'hiver | Espagne       | Médaille de bronze | 2 h 45 min 54 s |
| 2000  | Championnat d'Europe de triathlon d'hiver | Slovénie      | Médaille d'or      | 2 h 8 min 54 s  |
| 1998  | Championnat du monde de triathlon d'hiver | France        | Médaille d'argent  | 2 h 13 min 59 s |
| 1998  | Championnat d'Europe de triathlon d'hiver | Italie        | Médaille de bronze | 2 h 11 min 8 s  |